# Jacek Kowalski

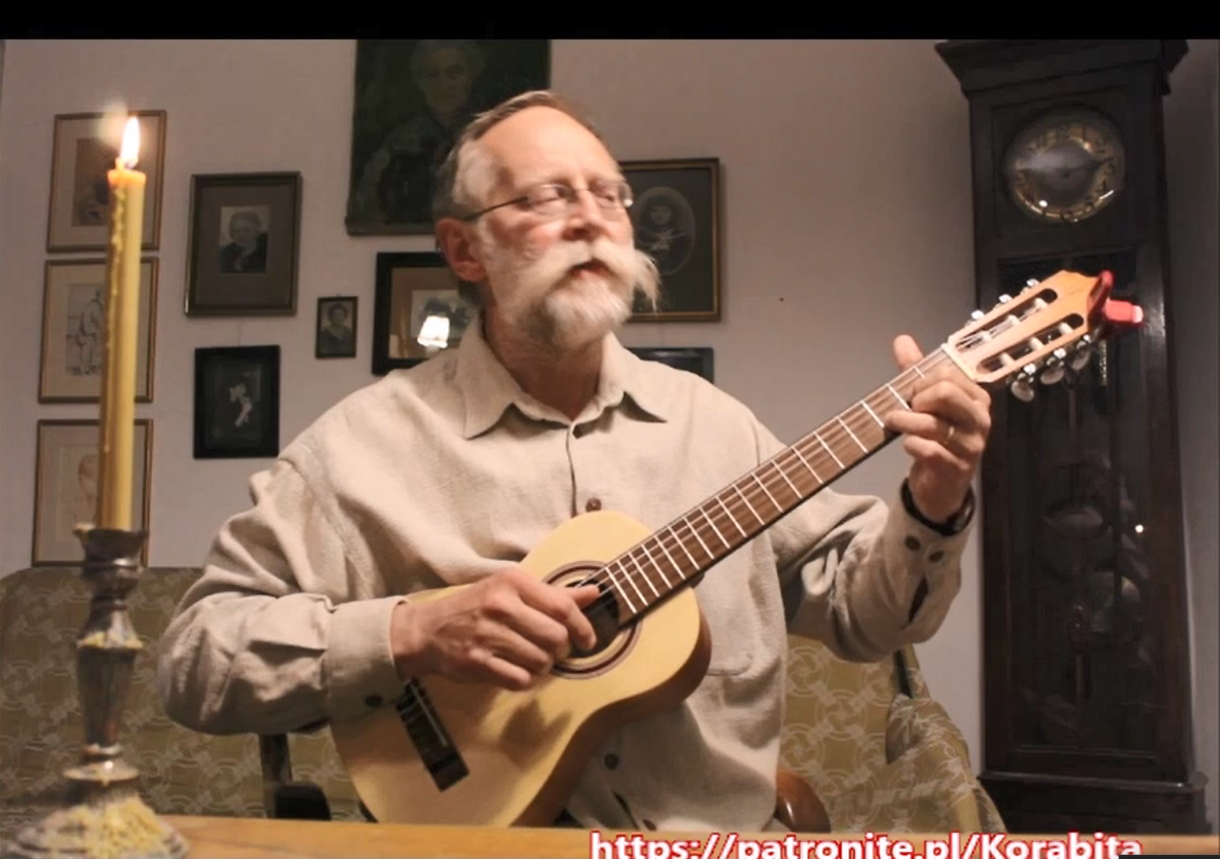
Jacek Kowalski. Concert online pendant la pandémie de Covid-19

Jacek Piotr Kowalski ou Jacek Kowalski (né en 1964 à Poznań, Pologne) est un historien de l'art, poète, auteur-compositeur-interprète et traducteur d'ancien français en polonais.

## Biographie
Jacek Kowalski est professeur adjoint à l'Institut d'histoire de l'art de l'université Adam-Mickiewicz de Poznań en Pologne.
En 1988 il soutient son mémoire de maîtrise intitulé Images de l'architecture dans la littérature de la France médiévale. Sa thèse de doctorat (1998) porte sur les sujets architecturaux dans la littérature française de la seconde moitié du XIIe siècle. Il obtient son habilitation (2011) sur la base d'une monographie sur l'architecture gothique en Grande-Pologne (région de Poznań), publiée en 2010.
En 1988, il remporte le prix du XXIVe Festival étudiant de la chanson de Cracovie. Outre ses propres compositions, il interprète et fait connaître la poésie française du Moyen Âge.
Dans sa poésie il fait souvent référence à la période de la république des Deux Nations (Pologne des XVIe – XVIIIe siècles) et aux Sarmates (ancêtres mythiques des Polonais).
Il chante accompagné par l'ensemble Monogramista JK et par le Club Saint-Louis (pour ce dernier avec des instruments reconstitués de l'époque médiévale et de la Renaissance).
Ses parents Czesław Kowalski et Bogusława née Michałowska, ont été designers ; en 1962 ils ont créé la première unité murale polonaise produite en série („Kowalski Furniture” perçu comme un meuble pour tout le monde, le nom de famille Kowalski étant l’un des plus populaires en Pologne).
Son grand-père, Stanisław Michałowski, a été un homme politique et militant social dans l'entre-deux-guerres; pendant la Seconde Guerre mondiale, il était membre de l'état-major clandestin de l'Armée de l'intérieur (AK) et il a pris part à l'insurrection de Varsovie en 1944. En 1945, il fut arrêté par les Soviétiques et jugé à Moscou dans le soi-disant procès des Seize (écoutez le commentaire de Jacek Kowalski, 2022)). Après la guerre, il a été prisonnier politique.

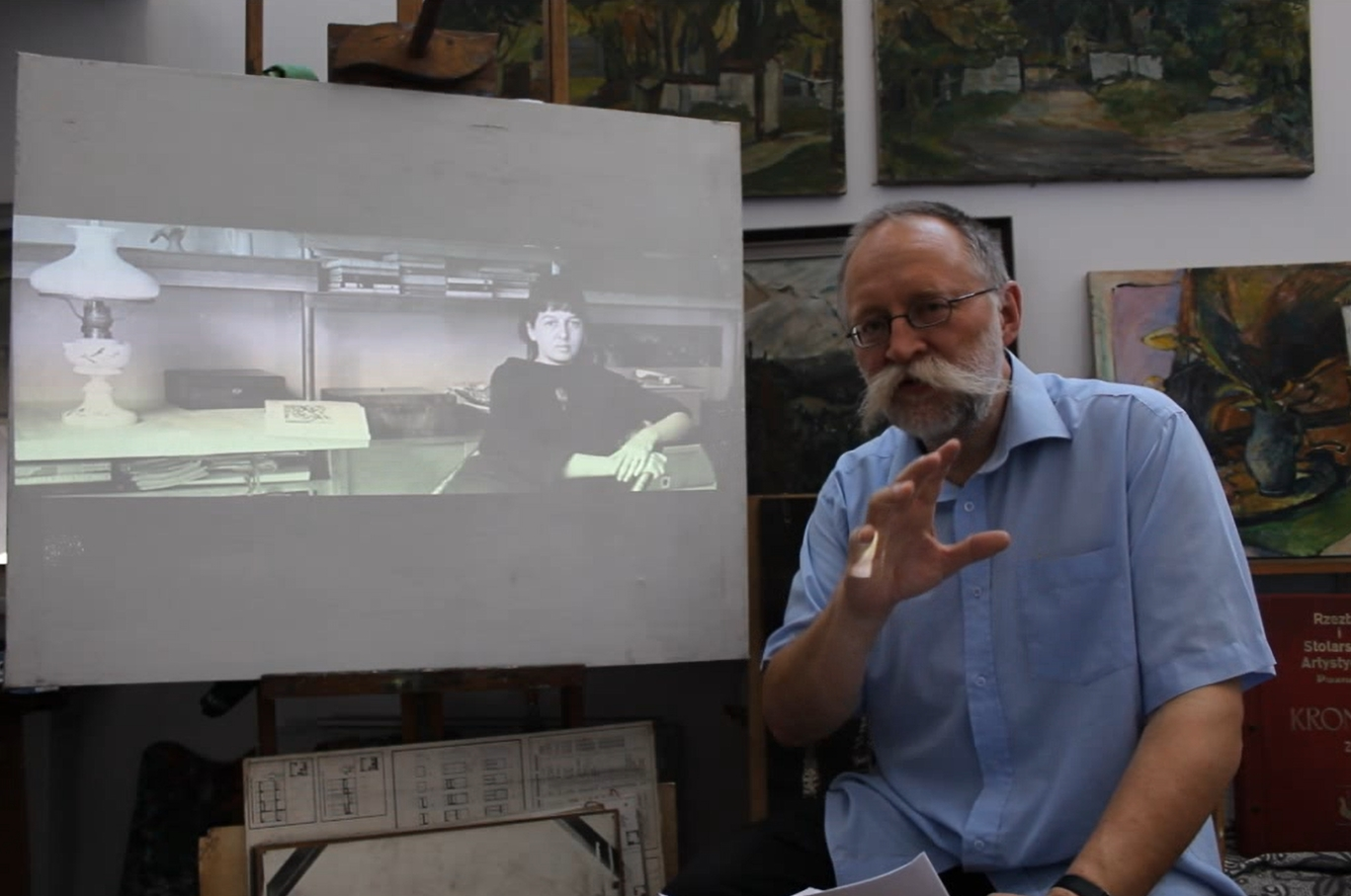
Conférence de Jacek Kowalski sur l'œuvre de ses parents, créateurs de meubles.

### Les traductions de la poésie française (livres & disques)
- La Chanson de Roland (livre & CD) : Pieśń o Rolandzie. Przekład śpiewany. Z oryginału starofrancuskiego przełożył i wstępem poprzedził Jacek Kowalski / La Chanson de Roland. Introduction, notes, traduction polonaise en vers et conception musicale de l’interprétation – Jacek Kowalski. Éditeur : Wydawnictwo Dębogóra, Poznań, 2024
- Colin Muset, œuvres complètes (livre & CD) : Powiem o miłości mej. Colin Muset. Poeta i pieśni. Napisał, przełożył, melodie przysposobił i zaśpiewał Jacek Kowalski / Je conterei mon amour. Colin Muset. Le poète et les chansons. l’introduction, les traductions polonaises et la conception musicale de leurs interprétations – Jacek Kowalski. Éditeur : Wydawnictwo Dębogóra, Poznań, 2022
- Roi – poète – chevalier de Dieu: Thibaut, comte de Champagne. Sa vie, son époque, ses chansons (livre & CD) : Król – poeta – rycerz Boży: Tybald, hrabia Szampanii. Żywot, epoka, pieśni. Jacek Kowalski : l’introduction, les traductions polonaises et la conception musicale de leurs interprétations. Tomasz Dobrzański : le chapitre sur l’interprétation musicale des chants des trouvères et la rédaction des partitions. Éditeur : Wydawnictwo Dębogóra, Poznań, 2021
- Les chansons des chouans et des vendéens (livre & CD) : Jacek Kowalski, Niezbędnik Szuana / Le Petit manuel du Chouan & Le Chansonnier vendéen. Éditeur : Wydawnictwo Dębogóra, Poznań, 2020
- Les chansons de trouvères et troubadours (CD) : Wojna i Miłość / L’Amour et la guerre. Éditeur : HMS, Varsovie 2009 (les chansons de Marcabru, Thibaut de Champagne, Colin Muset, Bertran de Born, Raimbaut de Vaquerais, Guiot de Dijon, Richard Cœur-de-Lion, chansons anonymes), des vieilles chansons polonaises et des chansons composés par Jacek Kowalski)
- Les chansons de croisade – anthologie (livre & CD) : Niezbędnik krzyżowca czyli pieśni i opowieści krucjatowe, / Le Petit manuel du croisé: les chants et les récits de croisade. Éditeur : Wydawnictwo Fundacji Świętego Benedykta, Poznań 2007  (Marcabru, Jaufre Rudel, Conon de Béthune, Huon d’Oisi, Richard Cœur-de-Lion, Gaucelm Faidit, Le Châtelain de Coucy, Guiot de Dijon, Hugues de Berzé, Walter von  der Vogelweide, Thibaut de Champaigne, Chardon de Croisilles Philippe de Nanteuil, chansons anonymes, dont Chevalier, mult estes guariz, des fragments de la Chanson d’Antioche de Graindor de Douai, des fragments du Siège de Barbastre et d’Aliscans)
- Les chansons des troubadours et des trouvères, des fragments de la geste et des romans du XIIe-XIIIe siècle (livre & CD) : Niezbędnik trubadura czyli dumania, kancony i romanse / Le Petit manuel du troubadour. Éditeur : Wydawnictwo Fundacji Świętego Benedykta, Poznań 2007 (ISBN 978-83-60758-17-5) (Adam de la Halle, Arnautz Daniel, Bernart de Ventadorn, Bertran de Born, Colin Muset, Guillaume d’Amiens, Guirautz de Bornelh, Jacques de Cambrai, Jaufré Rudel, Marcabru, Pèire Cardenal, Pèire d’Alvernhe, Pèire Vidal, Raembautz de Vaqueiras, Raembautz d’Aurenga, Richard Cœur-de-Lion, Rutebeuf ; Les fragments de la Chanson de Roland, du Roman d’Enéas, du Conte du Graal de Chrétien de Troyes, d’Eracle de Gautier d'Arras, du Roman de la Rose de Guillaume de Lorris et du Roman de Guillaume de Dole de Jean Renart)
- Napoléon Bonaparte, Clisson et Eugénie (livre) : Napoléon Bonaparte, Clisson i Eugenia, tłum. Jacek Kowalski, Éditeur : Wydawnictwo Miejskie, Poznań 2006  (ISBN 83-89525-64-X)
- Les vieilles ballades françaises (CD) : Otruta markiza. Stare ballady francuskie po polsku / La Marquise empoisonnée. Les vieilles ballades françaises. Éditeur : Ancient Music Edition, Hamburg 2005
- Rondeaux et ballades de Charles d'Orléans (livre), Éditeur : Volumen, Varsovie 2000,  (ISBN 83-7233-010-7)
- Les chants des troubadours et des trouvères (cassette) : Trubadurzy i truwerzy po polsku / Les troubadours et les trouvères en polonais, Éditeur : Paganini, Cracovie 1997 (les chansons d' Arnautz Daniel, Bertran de Born, Colin Muset, Guirautz de Bornelh, Richard Cɶur-de-Lion, des chansons anonymes, les fragments de la Chanson de Roland)
- Les Lais de François Villon (livre) : François Villon, Legaty czyli Mały Testament, przeł. Jacek Kowalski. Éditeur : Bąk Studio, Poznań 1994  (ISBN 83-902547-0-0)

### Livres d'histoire de l'art (choix)

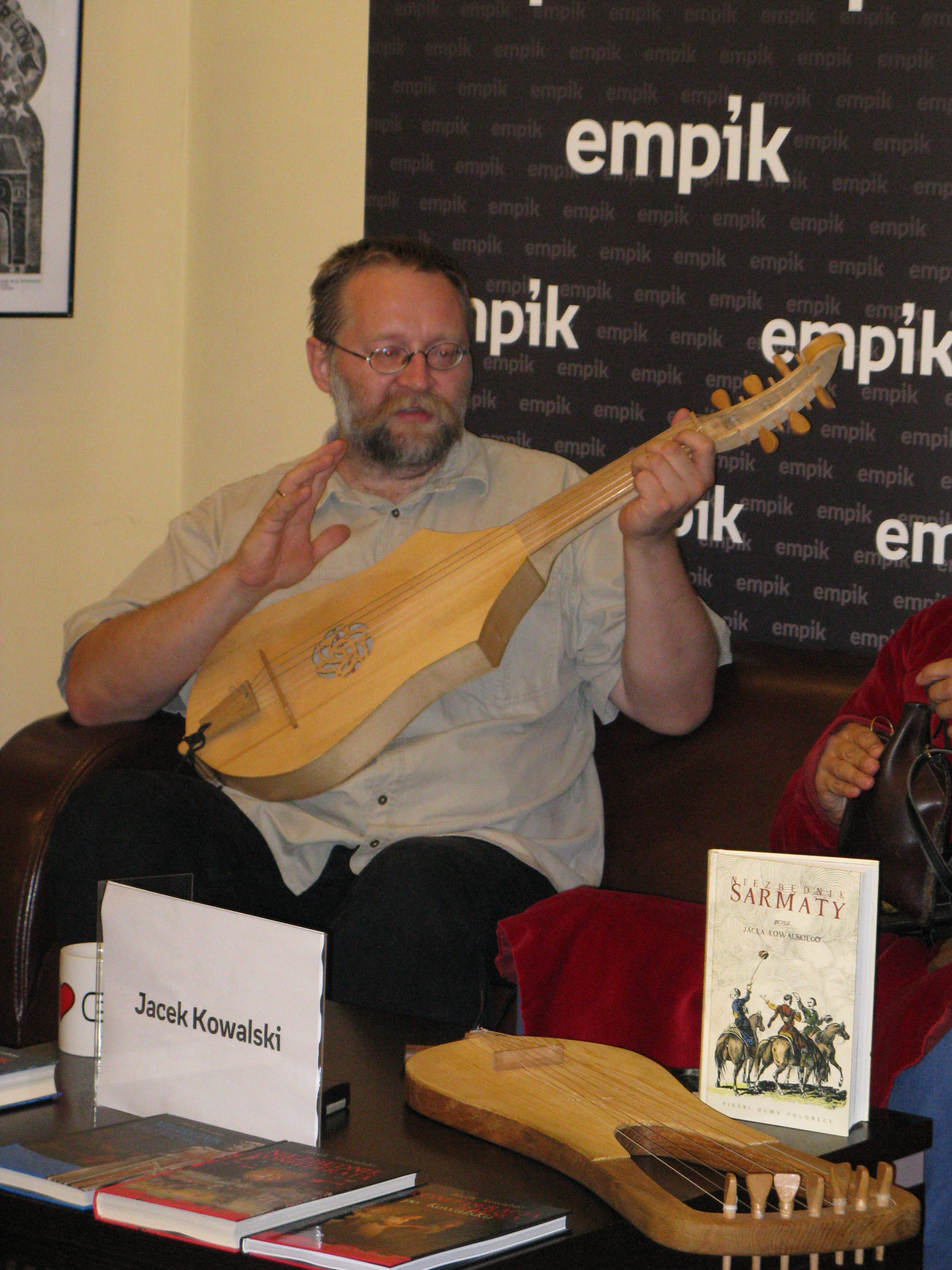
Jacek Kowalski à Toruń en 2008

- La cathédrale de Poznań. Études : Katedra poznańska. Studia o sztuce, réd. Jacek Kowalski, Witold Miedziak. Éditeur : Wydawnictwo PTPN, Poznań 2022
- L’Architecture gothique de la Grande-Pologne : Gotyk wielkopolski. Architektura sakralna XIII-XVI wieku, Éditeur : Wydawnictwo Fundacji Świętego Benedykta, Poznań 2010
- Les Meubles des Kowalski : Meble Kowalskich. Ludzie i rzeczy, Éditeur : Wydawnictwo Dębogóra Poznań-Dębogóra 2014
- Les châteaux rimés. L’architecture dans la littérature de l’ancien français de la IIe moitié du XIIe siècle : Rymowane zamki. Tematy architektoniczne w literaturze starofrancuskiej drugiej połowy XII wieku, Éditeur : Wydawnictwo DiG, Varsovie 2001
- La collégiale de Kórnik : Kolegiata kórnicka. Od prywatnej świątyni do romantycznego sejmu Rzeczypospolitej, Éditeur : Fundacja Zakłady Kórnickie, Kórnik 2007

### Autres livres de l'auteur (choix)

#### Livres
- Missa est. Msza Święta panów Pasków, Éditeur : Wydawnictwo Dębogóra, Poznań 2019
- Średniowiecze. Obalanie mitów. Podręcznik bojowy, Éditeur : Zona Zero, Varsovie 2019
- République Sarmate. Anthologie de l’ancienne poésie polonaise. Rzeczpospolita Sarmacka. Antologia poezji staropolskiej, Poznań 2018 [Anna Drzewicka - traduction, Jacek Kowalski – introduction et concept, Anna Loba – note sur le traducteur]
- Straszny Dwór czyli sarmackie korzenie Niepodległej, Éditeur : Państwowy Instytut Wydawniczy, Varsovie 2018
- Zapomniana trylogia 1863. Traugutt – Grottger – Olszak, Éditeur : Wydawnictwo Dębogóra, Poznań 2016
- Sarmacja. Obalanie mitów. Podręcznik bojowy, Éditeur : Zona Zero, Varsovie 2016
- Gorzkie żale i Krótkie Nabożeństwo do Najświętszego Sakramentu arcydzieło polskiej poezji mistycznej ks. Wawrzyńca S. Benika CM. Reprodukcja i edycja pierwodruku z 1707 roku ze zbiorów klasztoru sióstr karmelitanek bosych na Wesołej w Krakowie, préparé par [et préfacé par] Jacek Kowalski, Éditeur : Wydawnictwo Dębogóra, Poznań-Dębogóra 2014
- Na szlaku kościołów drewnianych wokół Puszczy Zielonka, Poznań 2011 [réédition sous une forme modifiée Podróż do dwunastu kościółków drewnianych, Murowana Goślina 2008]
- Niezbędnik konfederata barskiego. Awantury, kuranty, pieśni konfederackie i zaściankowe, Poznań 2008
- Niezbędnik Sarmaty poprzedzony Obroną i Uświetnieniem Sarmacji Obojej. Pieśni, dumy, polonezy, Poznań 2006
- Stanisław Michałowski, Spotkanie z hrabianką Marią Zamoyską, réd. Jacek Kowalski, Żnin 2005.
- O czym śpiewają niebiosa czyli średniowiecze jak świeże bułeczki, Cracovie 2002
- Literatura staropolska [B. Hojdis, J. Kowalski, K. Meller], Poznań 2009 [chapitreécrit par JK : Barok, p. 177-322]
- Dzieje kultury francuskiej [J. Kowalski, A. Loba, M. Loba, J. Prokop], Varsovie 2005 [chapitre écrit par JK : Francja średniowieczna, p. 17-230]
- Wielkopolski Maro. Samuel ze Skrzypny i jego dzieło w Wielkiej i malej ojczyźnie, réd. K. Meller, J. Kowalski, Poznań 2002

#### Disques et cassettes
- Rzeczpospolita Niebieska. Piosenki Jacka Kowalskiego [CD], Éditeur : Wydawnictwo Dębogóra, Poznań 2020
- Jasny Bóg. Kolędy Jacka Kowalskiego z Szopki Dominikańskiej, Éditeur : Wydawnictwo Dębogóra, Poznań 2019
- Powstańcze śpiewy Poznańczyków, Éditeur : Wydawnictwo Dębogóra, Poznań 2018
- Idźmy! Śpiewy powstańcze 1863, Poznań 2013
- Dumy staropolskie, Poznań 2012
- Blokomachia. Piosenki z lat osiemdziesiątych [CD], Żnin 2012
- Patrz tam, gdzie Sarmacja, Cracovie 2011
- Kolędowanie staropolskie, Poznań 2010
- Historie dominikańskie, Cracovie 2010
- Grunwald 1410 po Kowalsku, Poznań 2010
- Nie masz pana nad ułana, Varsovie 2010
- Niezbędnik konfederata barskiego, Poznań 2008
- Pieśni drewnianych kościółków, Murowana Goślina 2008
- Niezbędnik Sarmaty, Poznań 2006
- Dwie Sarmacje, Poznań 2005
- Hey, hey, hey. Kolędy staropolskie, Poznań 2004
- Serce i rozum, Cracovie 2003
- Pieśń o bitwie Pod Grunwaldem, Poznań-Varsovie 1999
- Konfederacja barska po Kowalsku, Cracovie 1998
- Opowieść o Persewalu i świętym kielichu Graalu, Cracovie 1993 (cassette)
- Śpiewniczek sarmacki Jacka Kowalskiego, Cracovie 1991 (cassette)

#### Éditions clandestines avant 1989
- Simfonie Dawidowe, Grono Przyjacielskie, Cracovie 1990 (cassette)
- Śpiewniczek Sarmacki Jacka Kowalskiego, Grono Przyjacielskie, Cracovie 1988 (cassette)

## Source de la traduction
- (pl) Cet article est partiellement ou en totalité issu de l’article de Wikipédia en polonais intitulé « Jacek Kowalski » (voir la liste des auteurs).